# توران شاه (سلجوقي)
محي الدين توران شاه بن قاورد بك الملقب بـ "عماد الدولة" وهو حاكم سلاجقة كرمان الرابع، حكم الفترة ما بين(1084م – 1097م)، اعتلى العرش بعد وفاة أخيه سلطان شاه . خلال فترة ولايته، تدهورت العلاقة مع السلاجقة مرة أخرى، وتكبد جيشه الهزائم إلى أن قُتِل.

## مهلك توران شاه بن قاروت بك
في العبر وديوان المبتدأ والخبرلإبن خلدون كان توران شاه بن قاروت بك صاحب فارس وأرسلت خاتون الجلالية الأمير أنز لفتح فارس سنة سبع وثمانين فهزمه أولا ثم أساء السيرة مع الجند فلحقوا بتوران شاه وزحف إلى أنز فهزمه واسترد البلد من يده وأصاب توران شاه في المعركة بسهم هلك معه بعد شهرين.